# Cândido Mendes (ort)
Cândido Mendes är en ort i Brasilien.   Den ligger i kommunen Cândido Mendes och delstaten Maranhão, i den nordöstra delen av landet, 1 600 km norr om huvudstaden Brasília. Cândido Mendes ligger 6 meter över havet och antalet invånare är 8 613.
Terrängen runt Cândido Mendes är mycket platt. Runt Cândido Mendes är det glesbefolkat, med 8 invånare per kvadratkilometer.. Det finns inga andra samhällen i närheten.
Trakten runt Cândido Mendes består huvudsakligen av våtmarker.